# ایلی گرین
ایلی گرین (به انگلیسی: Aley Green) یک روستا در بدفوردشر انگلستان واقع شده‌است. ایلی گرین در محله کادینگتون است. با این حال، قبرستان و انتهای جنوبی خیابان منکروفت در بخش اسلیپند هستند، هر چند که آن‌ها بخشی از ایلی گرین در نظر گرفته می‌شوند. در طول تاریخ، ایلی گرین یک توافق مرزی بین بدفوردشر و هرتفوردشر بوده‌است. این محل سابقاً مرز دو شهرستان بود، تا زمانی که تغییرات مرزی در سال ۱۹۶۵ آیلی گرین را به طور کامل به بدفوردشر افزود.